# Kioa
Kioa es una isla de Fiyi, es una de las dos islas principales. Está situada enfrente de la bahía de Buca, Kioa es un derecho de los colonos de Tuvalu, que llegaron entre 1947 y 1983. Kioa es una de las dos islas de Fiyi pobladas por las islas del Mar del Sur, el otro es de Rabi, también en el Grupo de Vanua Levu y el hogar de una desplazados Banaba comunidad. 
A principios de 2005, el gobierno decidió conceder la plena ciudadanía a los isleños de Kioa y Rabi. Como culminación de una década de búsqueda de la naturalización, una ceremonia oficial se celebró el 15 de diciembre de 2005 para otorgar 566 certificados de ciudadanía a los residentes de las islas y sus descendientes (algunos de los cuales viven ahora en otras partes de Fiyi), que les da derecho a provinciales y nacionales de asistencia para el desarrollo rural. La ceremonia fue encabezada por el Gabinete de Ministros Josefa Vosanibola y Ratu Naiqama Lalabalavu, que también es el Tui Cakau, o Jefe de Tovata, que incluye las dos islas. 
Lalabalavu pidió a los isleños de Kioa para estar orgullosos de su identidad y para nutrir y proteger su cultura. 
Aunque es parte de la provincia de Cakaudrove, la isla tiene un grado de autonomía con su propio órgano administrativo, aunque el gabinete del gobierno decidió, el 15 de enero de 2006 fusionarlo con el Consejo de la Isla de Rabi. 